# Maruhole, Chiknayakanhalli
Maruhole là một làng thuộc tehsil Chiknayakanhalli, huyện Tumkur, bang Karnataka, Ấn Độ.